# Vättlefjälls naturreservat
Vättlefjälls naturreservat är ett 2 361 hektar stort naturreservat i skogsområdet Vättlefjäll, beläget i Göteborgs och Ale kommuner i Västra Götalands län mellan Göta älvs och Lärjeåns dalgångar. Reservatet ligger nordost om Angered, 13 kilometer från centrala Göteborg. Större delen av reservatet ligger i Bergums och Angereds socknar i Göteborgs kommun medan en mindre del sträcker sig in i Nödinge socken i Ale kommun.
Naturreservatet är ett blandskogsområde med dels glest trädbevuxna ljunghedar med ett ytterst tunt jordlager och däremellan fuktiga våta sprickadalstråk en högplatå med rikt djur- och fågelliv, främst orre och tjäder.
Vättlefjäll är ett populärt friluftsområde, med sina många sjöar med kanotleder och kanotuthyrning samt med både naturliga och iordningställda badplatser. Surtesjön har två badplatser med sandstrand i Göteborgs kommun och en badplats med sandstrand och brygga i Ale kommun.  I området finns även ett flertal fasta vindskydd iordningställda.
De största sjöarna i och invid naturreservatet är Surtesjön, Skyrsjön, Stora Kroksjön, Stora Björsjön, Mollsjön, Holmesjön och Högsjön.
Området som är ett Natura 2000-område förvaltas av Västkuststiftelsen.
Bohusleden löper genom reservatets västra del.

## Bilder

Vättlefjälls naturreservat
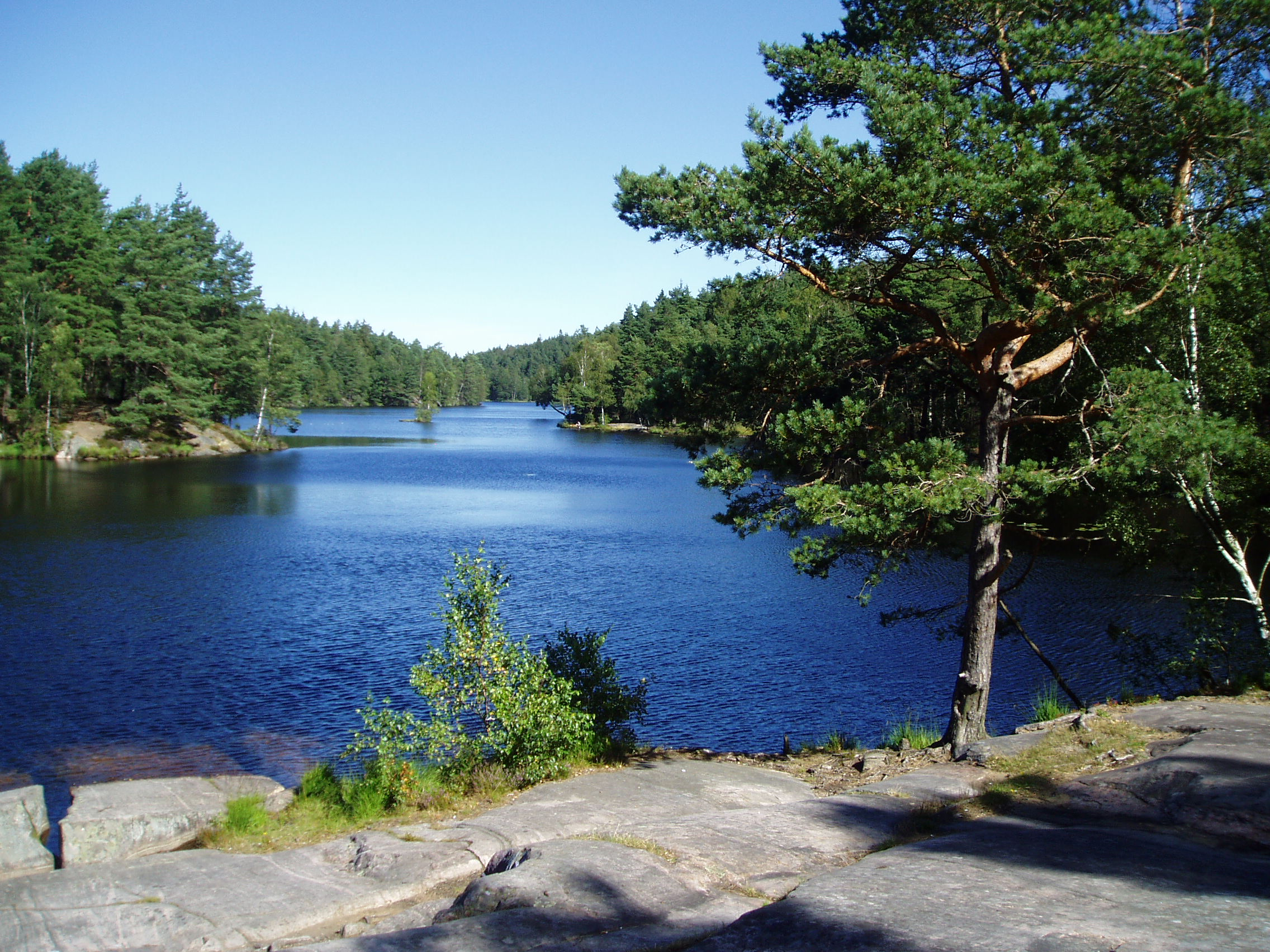
Stora Stentjärnen i augusti 2014.
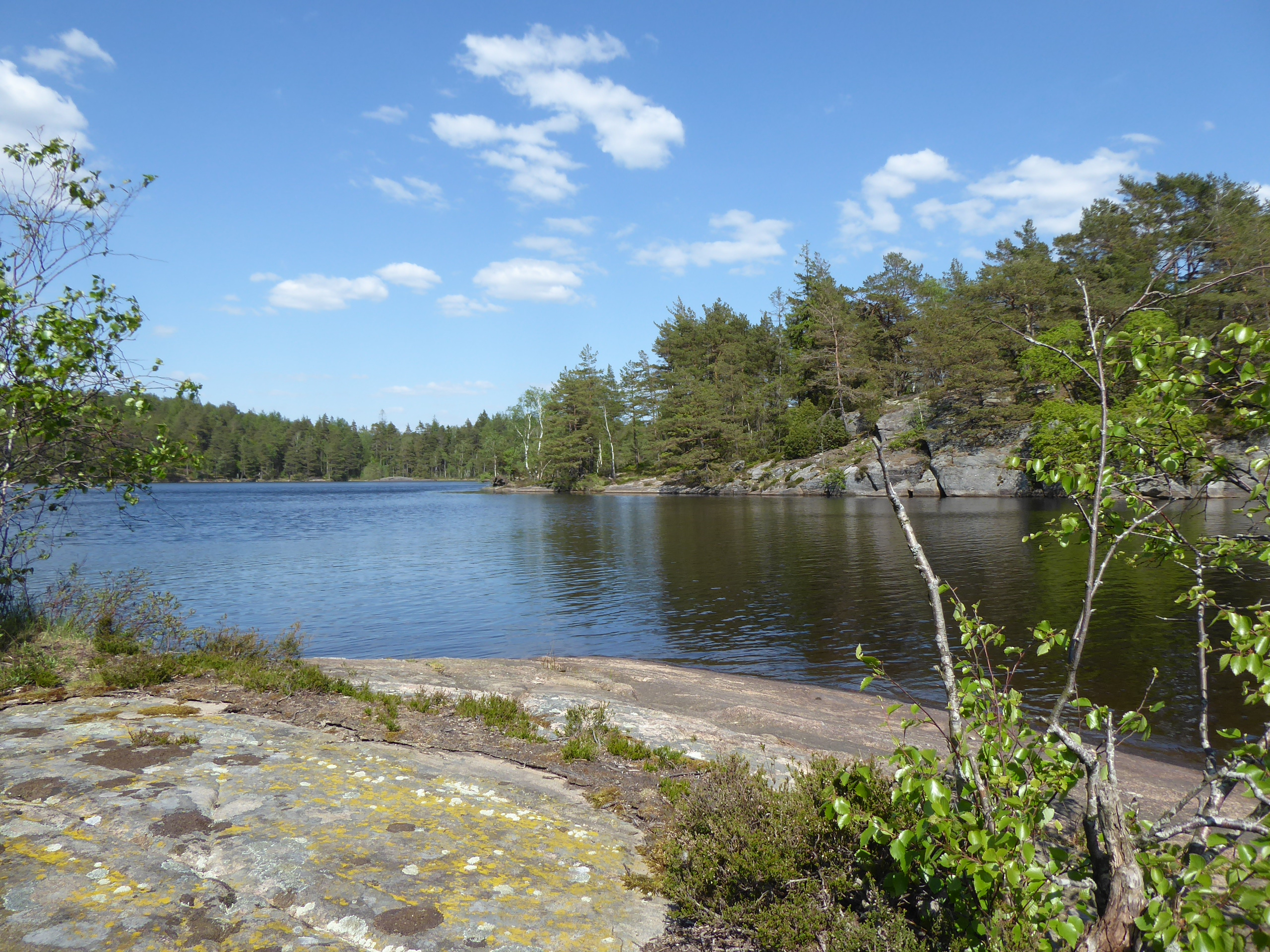
Surtesjöns norra del i maj 2024.
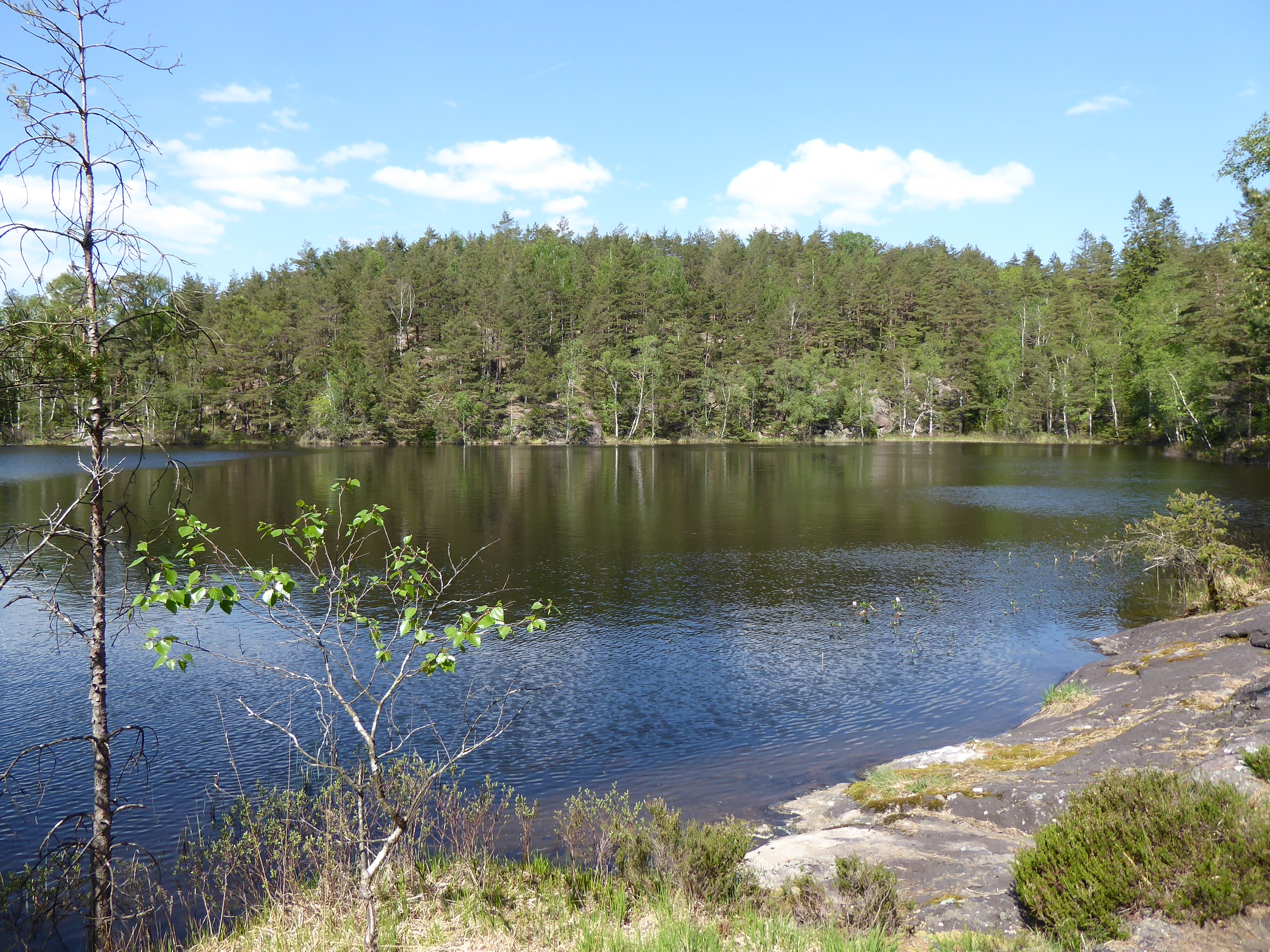
Klaravattnet från öster i maj 2024.
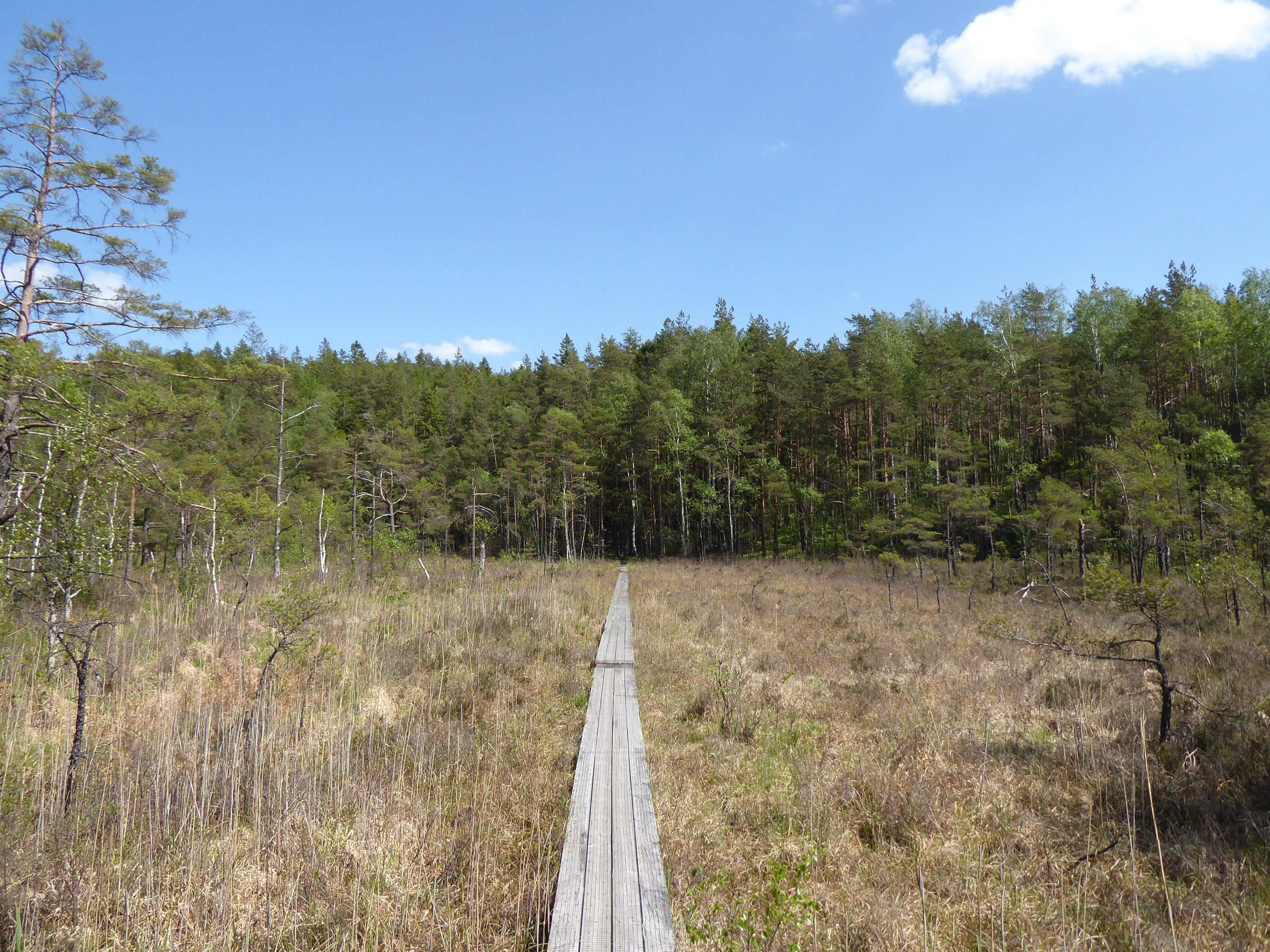
Bohusleden strax sydöst om Svartvattnet i maj 2024.